# Kris Holmes

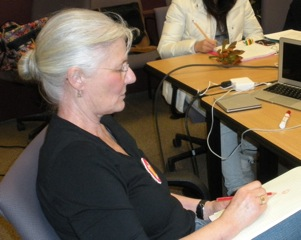
Kris Holmes

Kris Holmes (n. 1950, Reedly, California) es la cocreadora de la familia de familia tipográfica Lucida.